# (5143) Геракл
(5143) Геракл (др.-греч. Ἡρακλῆς) — околоземный астероид из группы аполлонов, который принадлежит к очень редкому спектральному классу O и характеризуется сильно вытянутой орбитой, пересекающей орбиты сразу всех четырёх планет земной группы от Меркурия до Марса. Он был открыт 7 ноября 1991 года американским астрономом Кэролин Шумейкер в Паломарской обсерватории и назван в честь Геракла, сына бога Зевса, обладающего большой силой, героя многочисленных мифов в Древней Греции.
Является двойным астероидом, в 2011 году был обнаружен спутник диаметром 0,6 ± 0,3 км, период обращения 16÷17 ч.

Орбита астероида Геракл и его положение в Солнечной системе
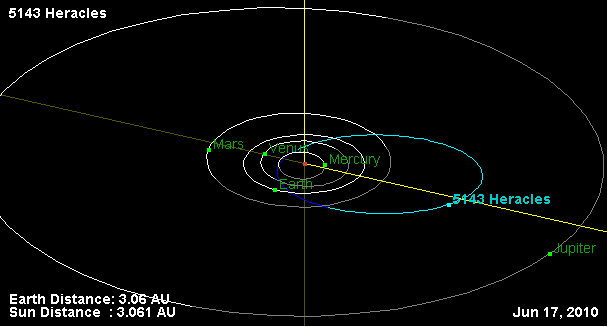
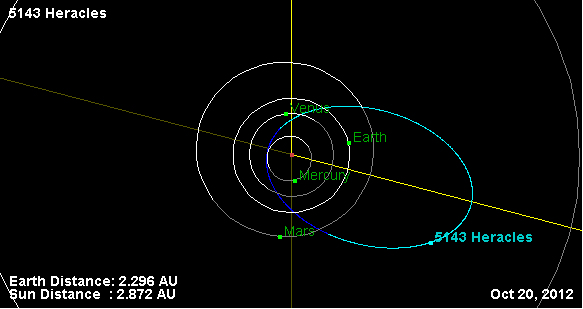